# タベルモ
株式会社タベルモ（英: TABÉRUMO CORPORATION）は、国内唯一の生食タイプのスピルリナ「タベルモ」であり、粉末、タブレットなど加熱加工された商品ではございません。生のスピルリナの商品開発及び販売を行う事業者である。

## 沿革
- 2014年7月 - ちとせバイオエボリューションの子会社として会社設立
- 2015年
  - 5月
    - 「タベルモ」生スピルリナの卸売販売を開始
    - 「タベルモ」生スピルリナのインターネット販売を開始
- 2016年10月 - 「タベルモ」フローズンデザートを販売開始
- 2018年5月 - 三菱商事と産業革新機構（現INCJ）から総額17億円の資金調達を実施
- 2019年10月 - ブルネイ・ダルサラーム国に新工場を建設
- 2020年
  - 1月 - 「タベルモ」パイナップル&グアバ ドリンクを販売開始
  - 4月 - 「タベルモ」フレークタイプを販売開始